# 单环编码病毒门
单环编码病毒门（学名：Cressdnaviricota）为称德病毒界的一个门。

## 下级分类
本科包括以下属：
- 精氨酸指针病毒纲 Arfiviricetes
- Rep单链编码病毒纲 Repensiviricetes